# Giulian Ilie
Giulian Ilie (n. 16 iulie 1977, Ploiești, România) este un boxer profesionist din România, care trăiește și luptă în Rimini, Italia și fost campion IBF Inter-Continental Cruiserweight.

## Cariera profesională
Giulian Ilie a devenit noul IBF International Campion Cruiserweight, după ce a câștigat în lupta cu Cristian Dolzanelli (16-2-1, 10 Ko) în 26 noiembrie 2011, la Sala de Sport în Rezzato, Italia. A fost o uimitoare răsturnare de situație, unde Ilie l-a învins pe preferatul Dolzanelli doborându-l în runda a șaptea. Luptătorul local a încercat să reintre în lupta, dar Ilie a fost pur și simplu prea puternic și consecvent în celelalte runde și în ciuda unei puternice runde finale cu Dolzanelli.

## Legături externe
- Profilul lui Giulian Ilie pe boxrec.com